# Limoges Métropole
Limoges Métropole est une communauté urbaine française, située dans le département de la Haute-Vienne, en région Nouvelle-Aquitaine. Elle constitue une transformation le 1er janvier 2019  de l'ancienne communauté d'agglomération Limoges Métropole.
Cette structure intercommunale ne constitue pas une métropole au sens de la réforme des collectivités territoriales françaises et de l'acte III de la décentralisation.

## Historique

Le logo de la communauté jusqu'en 2013.

Le 25 février 1991 a été créé le Syndicat intercommunal pour l’étude et la programmation de l'agglomération de Limoges (SIEPAL), regroupant alors vingt-six communes (elles sont quarante-neuf en 2019), et dont la mission est le suivi, l'élaboration, la mise en œuvre du Schéma de cohérence territoriale (SCOT).
Limoges Métropole est un regroupement intercommunal qui administre l'agglomération centrée autour de Limoges, en France. Elle a été créée par arrêté préfectoral du 22 novembre 2002. Elle succède à la communauté de communes de l'agglomération de Limoges, créée par arrêté préfectoral le 8 novembre 2001,.
Créée en 2003 sous le nom de communauté d'agglomération de Limoges, elle prend le 16 février 2004, le nom de communauté d'agglomération Limoges Métropole.
La communauté Limoges Métropole s'est dotée d'un plan de déplacements urbains le 19 mai 2003, et travaille à l'élaboration d'un programme local de l'habitat (PLH), tous ces documents devant être compatibles avec les orientations générales du SCOT.
Le 1er janvier 2011, Verneuil-sur-Vienne quitte la communauté de communes du Val de Vienne et rejoint Limoges Métropole,.
Par ailleurs, en 2010, plusieurs autres communes de l'aire urbaine de Limoges envisageaient de rejoindre la communauté d'agglomération. Élisabeth Maciejowski, maire d'Ambazac, déclarait le 1er novembre 2010 à Info Magazine : « Un mouvement de pensée se dessine, on s'interroge sur le devenir de la « com com », si notre intérêt est de rejoindre l'Agglo. J'ai proposé à mes collègues de faire un diagnostic. Je crains qu'à l'avenir nous n'ayons pas la taille suffisante pour mener de grands projets, nous devons y réfléchir. »
Le départ en 2011 de la commune de Saint-Paul de la communauté de communes de Briance-Roselle pour la communauté de communes de Noblat devrait précipiter la disparition de la première citée. Les deux autres communes qui la composaient, Pierre-Buffière et Saint-Hilaire-Bonneval, ont dès lors annoncé qu'elles se portaient candidates à une intégration à la communauté d'agglomération.
La commune de Bosmie-l'Aiguille a fait explicitement part en 2011 de son souhait de rejoindre Limoges Métropole.

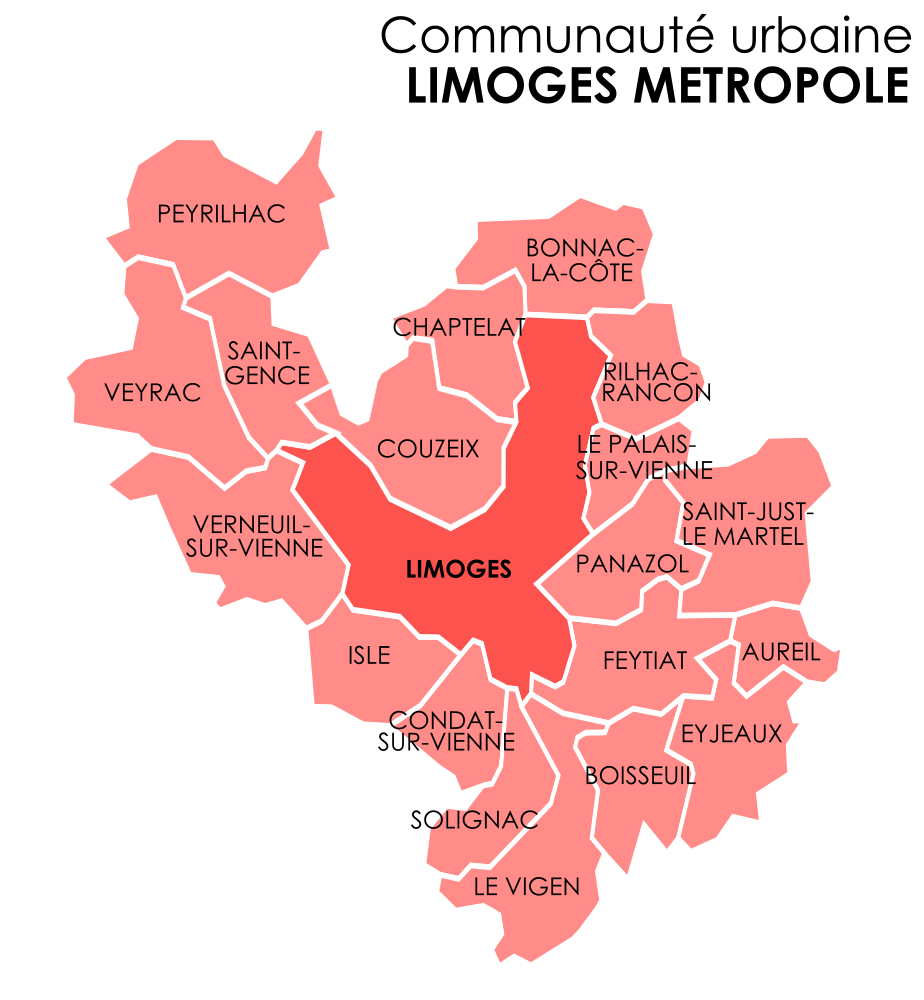
Carte des communes au 1er janvier 2019.

Au 1er janvier 2014, conformément au nouveau schéma départemental de coopération intercommunale, la commune de Couzeix quitte la Communauté de communes l'Aurence et Glane Développement contre l'avis de son maire et de la majorité de la population, pour rejoindre la communauté d'agglomération, devenant la 19e commune de Limoges Métropole,.
La commune de Chaptelat a fait part en 2015 de son souhait d'intégrer l'intercommunalité. Refusée dans un premier temps, son intégration est finalement acceptée après un deuxième vote de la CDCI le 24 mars 2016. Chaptelat devient ainsi le 1er janvier 2017 la 20e commune de la communauté.
En 2015, la Loi portant nouvelle organisation territoriale de la République (Loi NOTRe) prévoit que les intercommunalités comprenant une ancienne capitale régionale peuvent se transformer en communauté urbaine même si elles n'en ont pas la population requise.
La communauté d'agglomération souhaite bénéficier de cette dérogation dès 2016, mais cette tentative échoue face à l'opposition de la ville de Limoges. Après l'élaboration d'une « charte de gouvernance », Limoges accepte cette transformation, et Limoges Métropole devient le 1er janvier 2019, une communauté urbaine,, le même statut que le Grand Poitiers (communauté urbaine de quarante communes, 191 073 habitants), après Bordeaux Métropole (vingt-huit communes, 773 557 habitants) qui est elle une métropole, ce qui s'accompagne de nouveaux transferts de compétences.

## Territoire communautaire

### Géographie
Située au centre du département de la Haute-Vienne, Limoges Métropole regroupe vingt communes et présente une superficie de 520,6 km2.
Avec 503,24 km2, la communauté urbaine occupe 9,1 % du territoire de la Haute-Vienne. Elle s'étend sur le territoire de dix-huit anciens cantons : (Aixe-sur-Vienne - Ambazac - Limoges-Beaupuy - Limoges-Carnot - Limoges-Centre - Limoges-Cité - Limoges-Condat - Limoges-Corgnac - Limoges-Couzeix - Limoges-Émailleurs - Limoges-Grand-Treuil - Limoges-Isle - Limoges-La Bastide - Limoges-Landouge - Limoges-Le Palais - Limoges-Panazol - Limoges-Puy-las-Rodas - Limoges-Vigenal - Nieul), et dix-neuf communes.
Jusqu'en 2013 et à l'entrée de la commune de Couzeix, la communauté prenait une forme géographique très particulière, due au fait que la création de la CALM est intervenue cinq ans après la création de la communauté de communes l'Aurence et Glane Développement, qui occupe une partie de l'agglomération limougeaude.

### Composition

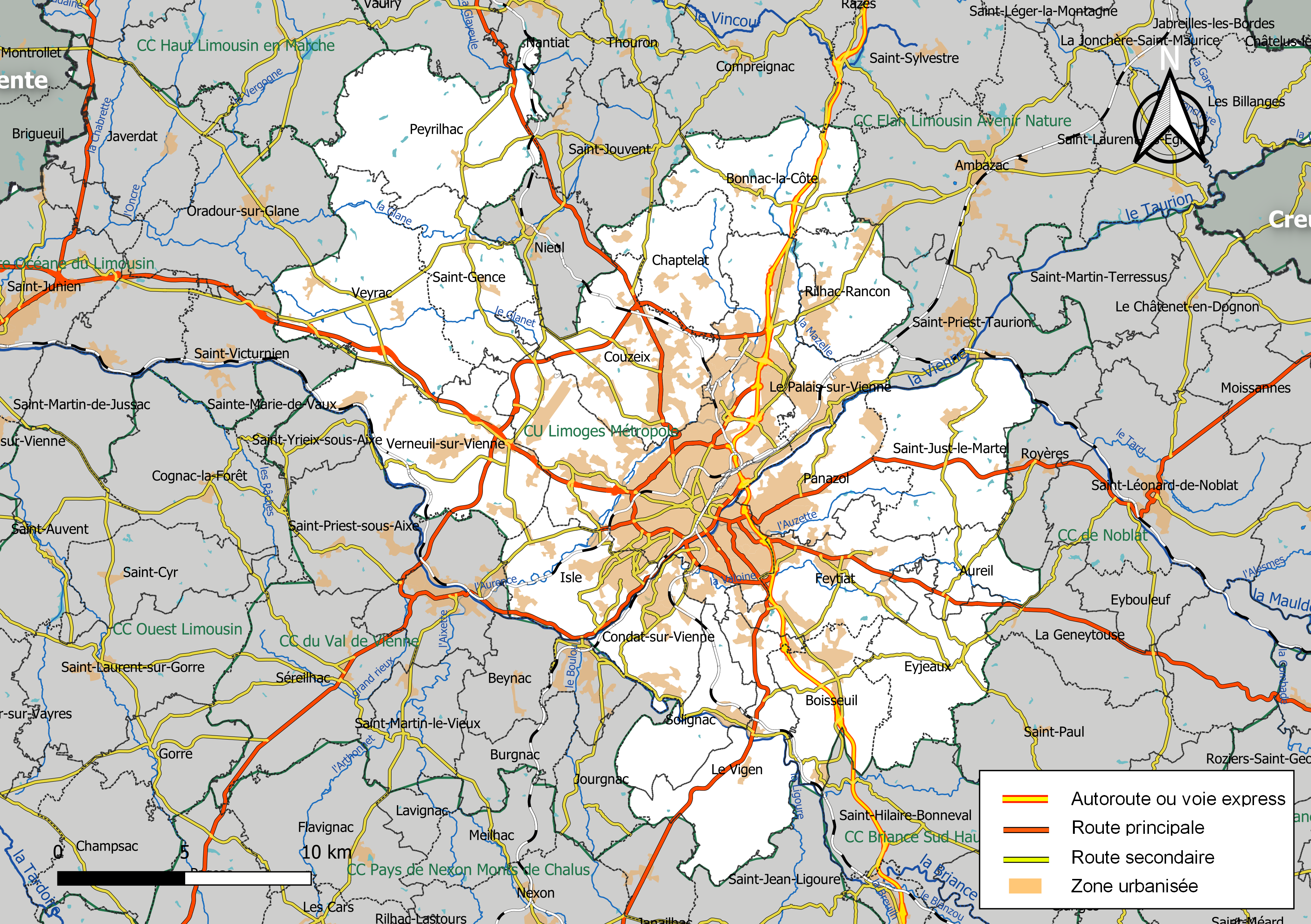
Carte de Limoges Métropole au 1er janvier 2019.

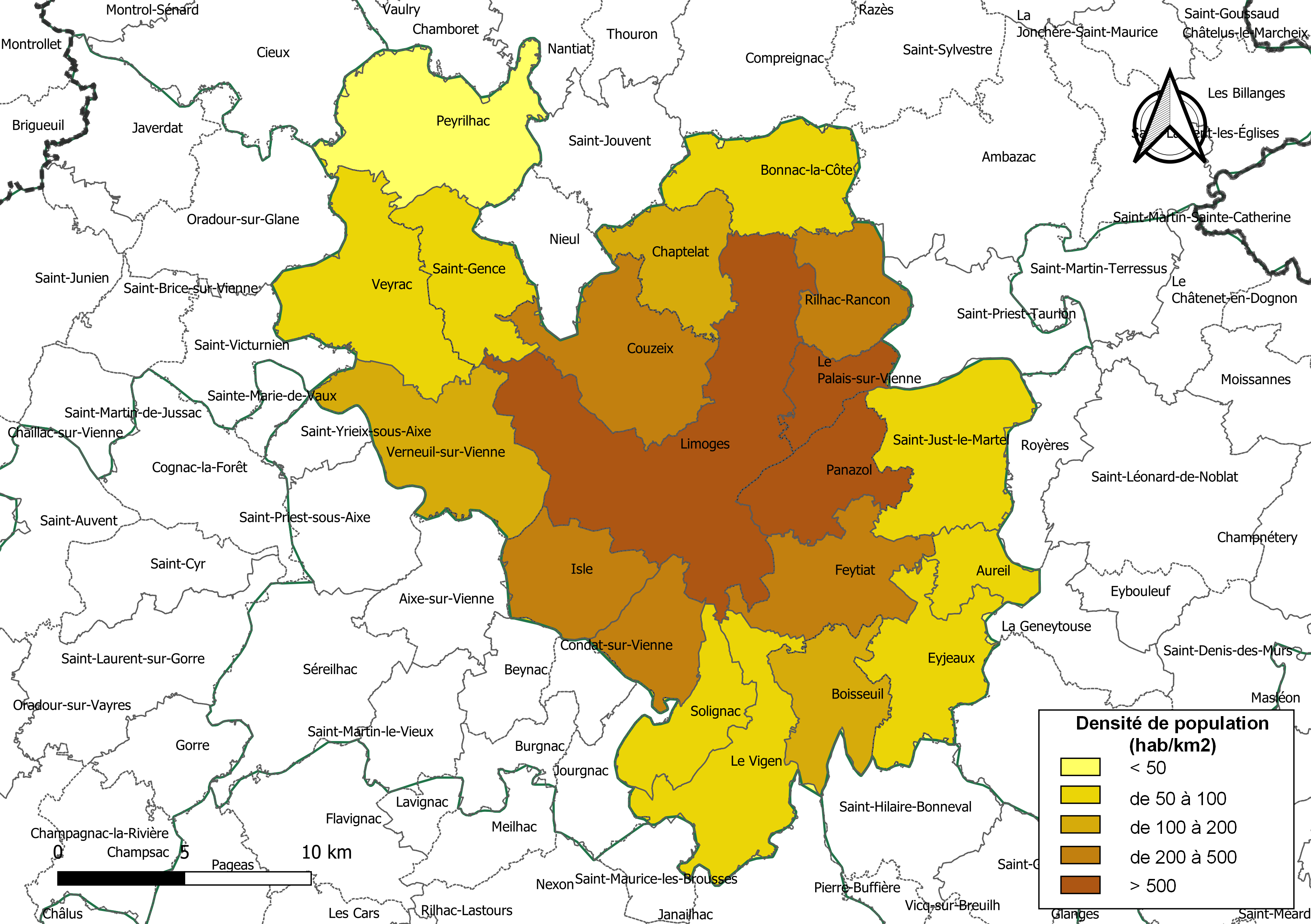
Carte des densités de population (millésimée 2016) des communes de Limoges Métropole. Composition en communes au 1er janvier 2019.

La communauté urbaine est composée des 20 communes suivantes :

| Nom                  | Code Insee | Gentilé       | Superficie (km2) | Population (dernière pop. légale) | Densité (hab./km2) |
| -------------------- | ---------- | ------------- | ---------------- | --------------------------------- | ------------------ |
| Limoges (siège)      | 87085      | Limougeauds   | 78,03            | 129 754 (2022)                    | 1 663              |
| Aureil               | 87005      | Aurétois      | 10,17            | 1 033 (2022)                      | 102                |
| Boisseuil            | 87019      | Boisseuillais | 18,92            | 2 997 (2022)                      | 158                |
| Bonnac-la-Côte       | 87020      | Bonnacois     | 26,06            | 1 644 (2022)                      | 63                 |
| Chaptelat            | 87038      | Catalacois    | 17,92            | 2 096 (2022)                      | 117                |
| Condat-sur-Vienne    | 87048      | Condatois     | 15,47            | 5 208 (2022)                      | 337                |
| Couzeix              | 87050      | Couzeixois    | 30,69            | 10 011 (2022)                     | 326                |
| Eyjeaux              | 87063      | Esgaloniens   | 24,23            | 1 335 (2022)                      | 55                 |
| Feytiat              | 87065      | Feytiacois    | 24,74            | 6 174 (2022)                      | 250                |
| Isle                 | 87075      | Islois        | 20,18            | 7 915 (2022)                      | 392                |
| Le Palais-sur-Vienne | 87113      | Palaisiens    | 10,33            | 5 861 (2022)                      | 567                |
| Panazol              | 87114      | Panazolais    | 20,05            | 11 207 (2022)                     | 559                |
| Peyrilhac            | 87118      | Peyrilhacois  | 38,63            | 1 356 (2022)                      | 35                 |
| Rilhac-Rancon        | 87125      | Rilhacois     | 17,42            | 4 733 (2022)                      | 272                |
| Saint-Gence          | 87143      | Saint-Gençois | 21,77            | 2 208 (2022)                      | 101                |
| Saint-Just-le-Martel | 87156      | Martelois     | 31,7             | 2 654 (2022)                      | 84                 |
| Solignac             | 87192      | Solignacois   | 16,54            | 1 561 (2022)                      | 94                 |
| Verneuil-sur-Vienne  | 87201      | Verneuillais  | 34,52            | 4 940 (2022)                      | 143                |
| Veyrac               | 87202      | Veyracois     | 33,7             | 2 162 (2022)                      | 64                 |
| Le Vigen             | 87205      | Vigenois      | 29,51            | 2 298 (2022)                      | 78                 |

### Démographie
| 1968    | 1975    | 1982    | 1990    | 1999    | 2006    | 2011    | 2016    | 2022    |
| ------- | ------- | ------- | ------- | ------- | ------- | ------- | ------- | ------- |
| 161 116 | 180 916 | 188 801 | 190 272 | 195 529 | 203 195 | 209 461 | 207 986 | 207 147 |

| Hommes | Classe d’âge | Femmes |
| ------ | ------------ | ------ |
| 0,9    | 90 à plus    | 2,2    |
| 7,5    | 75 à 89      | 10,2   |
| 16,9   | 60 à 74      | 18,6   |
| 19,1   | 45 à 59      | 18,4   |
| 17,6   | 30 à 44      | 16,2   |
| 21,1   | 15 à 29      | 19,9   |
| 17,0   | 0 à 14       | 14,5   |

| Hommes | Classe d’âge | Femmes |
| ------ | ------------ | ------ |
| 1,0    | 90 à plus    | 2,5    |
| 8,6    | 75 à 89      | 11,6   |
| 19,2   | 60 à 74      | 19,6   |
| 20,5   | 45 à 59      | 19,4   |
| 17,1   | 30 à 44      | 16,2   |
| 17,1   | 15 à 29      | 16,0   |
| 16,5   | 0 à 14       | 14,5   |

La population de Limoges Métropole est plus jeune que celle du département. En 2018, le taux de personnes d'un âge inférieur à 30 ans s'élève à 36,1 % pour la communauté urbaine contre 32 % pour le département. Le taux de personnes d'un âge supérieur à 60 ans est de 28,3 % pour la communauté urbaine contre 31,4 % pour le département.

## Administration

### Siège
Le siège de la communauté urbaine est à Limoges, au 19 rue Bernard Palissy.

### Les élus
La communauté urbaine est administrée par son conseil communautaire, composé de 74 conseillers communautaires représentant les 20 communes membres, organe délibérant, qui règle les affaires relevant de la compétence de la communauté.
Ils sont répartis comme suit :
| Nombre de conseillers | Communes                                              |
| --------------------- | ----------------------------------------------------- |
| 37                    | Limoges                                               |
| 5                     | Couzeix, Panazol                                      |
| 4                     | Isle                                                  |
| 3                     | Feytiat, Le Palais-sur-Vienne                         |
| 2                     | Condat-sur-Vienne, Rilhac-Rancon, Verneuil-sur-Vienne |
| 1 (+1 suppléant)      | les 11 autres communes                                |

### Présidence
À la suite des élections municipales de 2020 dans la Haute-Vienne, le conseil communautaire de juillet 2020 a élu son président, Guillaume Guérin, 1er adjoint au maire de Limoges, ainsi que ses quinze vice-présidents, qui sont: 
1. Bernard Thalamy, maire d'Aureil ;
2. Gilles Bégout, maire d'Isle ;
3. Jean-Luc Bonnet, maire du Vigen ;
4. Gaston Chassain, maire de Feytiat ;
5. Fabien Doucet, maire de Panazol ;
6. Sarah Gentil, maire-adjoint de Limoges ;
7. Philippe Janicot, maire de Boisseuil ;
8. Jean-Marie Lagedamont, maire-adjoint de Limoges ;
9. Vincent Léonie, maire-adjoint de Limoges ;
10. Émile Roger Lombertie, maire de Limoges ;
11. Catherine Mauguien-Sicard, maire-adjoint de Limoges ;
12. Émile Rabeteau, maire de Condat-sur-Vienne ;
13. Pascal Robert, maire de Verneuil-sur-Vienne ;
14. Sylvie Rozette, maire-adjoint de Limoges ;
15. Gilles Toulza, maire-adjoint de Couzeix.

Le président, les quinze vice-présidents et seize conseillers délégués constituent le bureau communautaire pour la mandature 2020-2026. Celui-ci est chargé de préparer les décisions qui seront soumises au conseil communautaire.
| Période       | Période                      | Identité             | Étiquette | Qualité |
| ------------- | ---------------------------- | -------------------- | --------- | --- |
| janvier 2002  | avril 2014                   | Alain Rodet          | PS        | Économiste Maire de Limoges (1990 → 2014) Député de la Haute-Vienne (4e puis 1re circ.) (1981 → 2017) Président du SIEPAL (1991 → 2002) |
| avril 2014    | février 2019                 | Gérard Vandenbroucke | PS        | Enseignant en lettres modernes retraité Maire de Saint-Just-le-Martel (1989 → 2014) Conseiller régional du Limousin (2004 → 2015) Conseiller régional de Nouvelle-Aquitaine (2015 → 2019) Président du conseil régional du Limousin (2010 → 2015) Vice-président du conseil régional de Nouvelle-Aquitaine (2015→ 2018) Président du SIEPAL (2002 → 2014) Décédé en fonction |
| mars 2019,    | juillet 2020                 | Jean-Paul Duret      | DVG       | Maire de Panazol (2008 → 2020) |
| juillet 2020. | En cours (au 9 juillet 2020) | Guillaume Guérin     | LR        | 1er adjoint au maire de Limoges (2014 → 2020 ) Adjoint au maire de Limoges (2020 → ) Conseiller régional du Limousin (2014 → 2015) Conseiller régional de Nouvelle-Aquitaine (2015 → ) |

### Compétences

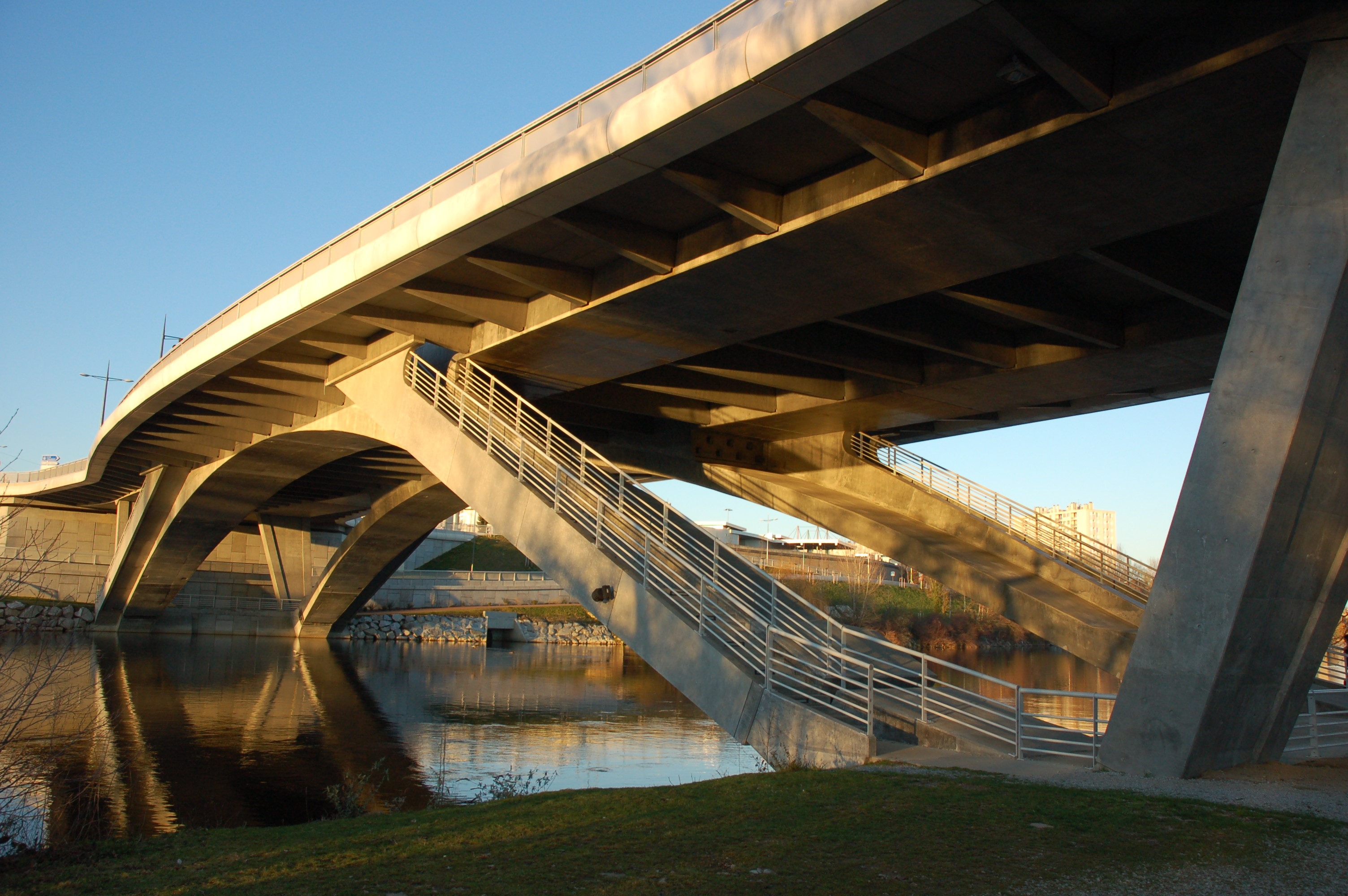
Le pont Georges-Guingouin sur la Vienne, élément de la voie de liaison sud.

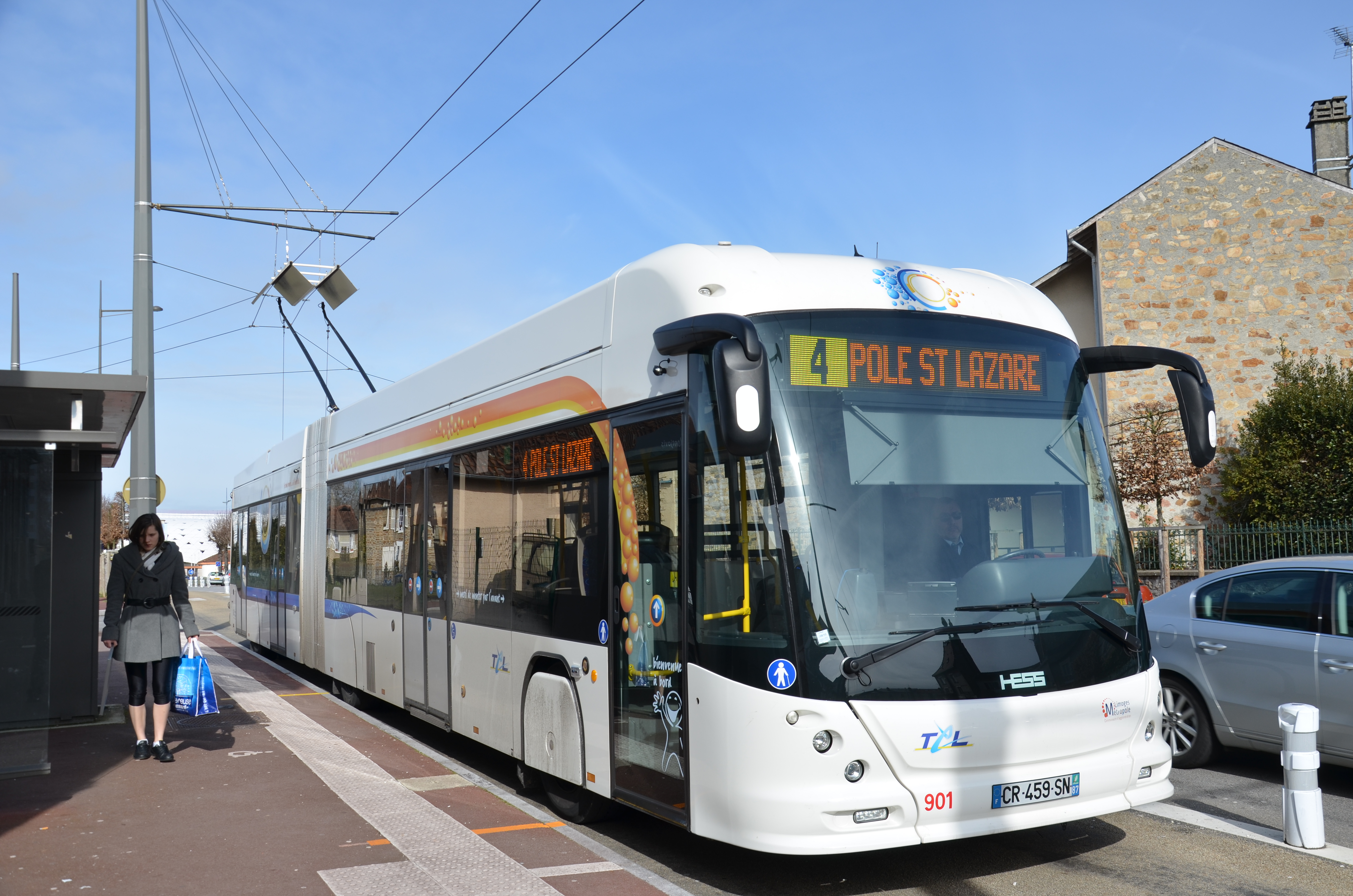
Un trolleybus de la STCL.

Une communauté urbaine est une structure intercommunale extrêmement intégrée, qui exerce de nombreuses compétences qui lui ont été transférées par les communes membres dans les conditions déterminées par le code général des collectivités territoriales.
S'agissant de Limoges Métropole, il s'agit :
- Développement et d'aménagement économique, social et culturel de l'espace communautaire ;  zones d'activité, actions de développement économique, équipements et réseaux d'équipements ou d'établissements culturels, socioculturels, socio-éducatifs, sportifs lorsqu'ils sont d'intérêt communautaire, lycées et collèges, Promotion du tourisme et offices du tourisme, enseignement supérieur ;
- Aménagement de l'espace communautaire : schéma de cohérence territoriale  (SCOT), plan local d'urbanisme, opérations d'aménagement d'intérêt communautaire et réserves foncières, organisation de la mobilité, voirie ; signalisation ; parcs et aires de stationnement ; plan de déplacements urbains ;
- Équilibre social de l'habitat sur le territoire communautaire : programme local de l'habitat (PLH), politique du logement, aides financières au logement social, actions en faveur du logement social, action en faveur du logement des personnes défavorisées, opérations programmées d'amélioration de l'habitat (OPAH), actions de réhabilitation et résorption de l'habitat insalubre
- Politique de la ville : diagnostic du territoire et définition des orientations du contrat de ville, dispositifs contractuels de développement urbain, de développement local et d'insertion économique et sociale ainsi que des dispositifs locaux de prévention de la délinquance, programmes d'actions définis dans le contrat de ville ;
- Services d'intérêt collectif : assainissement des eaux usées et gestion des eaux pluviales urbaines, eau potable , cimetières et funérariums, abattoirs, abattoirs marchés et marchés d'intérêt national, services d'incendie et de secours, contribution à la transition énergétique, réseaux de chaleur ou de froid urbains, concessions de la distribution publique d'électricité et de gaz, infrastructures de charge de véhicules électriques ;
- Protection et mise en valeur de l'environnement et politique du cadre de vie : collecte et traitement des déchets, lutte contre la pollution de l'air et les nuisances sonores, soutien aux actions de maîtrise de la demande d'énergie, gestion des milieux aquatiques et prévention des inondations (GEMAPI) ;
- Aires d'accueil des gens du voyage et terrains familiaux locatifs :
- Préservation et mise en valeur de la biodiversité : connaissance des milieux naturels et des espèces, gestion des milieux naturels d'intérêt communautaire et valorisation pédagogique des milieux naturels ;
- Sentiers de randonnée ;
- Plan de mise en accessibilité de la voirie et des aménagements des espaces publics (PAVE).

### Organismes de coopération
Limoges Métropole est membre du  Syndicat intercommunal d’études et de programmation de l’agglomération de Limoges (Le SIEPAL), syndicat mixte fermé qui s'étend en 2019 sur soixante-et-une communes et regroupe la communauté urbaine ainsi que les communautés de communes Aurence Glane Développement, Monts d’Ambazac et Val de Taurion, du Noblat, Porte d’Occitanie et Val de Vienne, et est notamment chargé de réfléchir à leur développement et d’élaborer un schéma de cohérence territoriale (SCOT).
La communauté urbaine forme, avec la communauté de communes l'Aurence et Glane Développement, le pays de Limoges, qui rassemble les communes du territoire autour d’une charte, d’un conseil de développement et d’un « contrat de pays » ou « convention territoriale » passé avec l’État et la Région Limousin pour définir et programmer le financement de projets communs (équipements ou dispositifs d’aides).

### Régime fiscal et budget
Limoges Métropole est un établissement public de coopération intercommunale à fiscalité propre.
Comme toutes les communautés d'agglomérations et les communautés urbaines, et afin de financer l'exercice de ses compétences, l'intercommunalité perçoit la fiscalité professionnelle unique (FPU) – qui a succédé à la taxe professionnelle unique (TPU) – et assure une péréquation de ressources entre les communes résidentielles et celles dotées de zones d'activité.
Elle collecte également la taxe d'enlèvement des ordures ménagères (TEOM), et une redevance d'assainissement, qui financent ces services publics.
Le premier budget de la communauté urbaine, dotée de nouvelles compétences, c'est-à-dire celui de 2019, s'élève à 272 000 000 dont quatre-vingt-quatre engagés pour les investissements.
En 2019, les taux d'imposition adoptés par la communauté urbaine s'élèvent à : 
- Taxe d'habitation : 8,84 % ;
- Taxe sur le foncier bâti :1 % ;
- Taxe sur le foncier non bâti : 3,46 % ;
- Contribution foncière des entreprises : 26,40 % ;
- Versement transport, payé par les entreprises de plus de 10 salariés : 1,38 % de la masse salariale ;
- Taxe d'enlèvement des ordures ménagères : 5,42 % pour Limoges et 7,88 % pour les autres communes ;

## Projets et réalisations

### Aménagements
- Rénovation urbaine du quartier des Portes Ferrées à Limoges : projet d'éco-quartier en collaboration avec la ville de Limoges et Limoges Habitat[33]
- Dans le cadre du projet de rénovation urbaine du quartier de La Bastide et de la restructuration de la mobilité dans la communauté urbaine, un nouveau pont au-dessus de l'autoroute A20 va être prochainement construit, reliant les quartiers de La Bastide et d'Ester (technopole)[34]
- Rénovation urbaine du quartier de La Bastide à Limoges[35]
- Dans le cadre du Schéma Directeur Intercommunal des Aménagements Cyclables, la communauté urbaine prévoit quatre-cents kilomètres d'itinéraires cyclables sur son territoire et commence sa mise en œuvre[36].
- Création de la voie de liaison nord[37]
- Le Zénith de Limoges, salle de spectacle de 6 000 places[38]
- Création de la voie de liaison sud et du Pont Georges-Guingouin[39]

### Équipements sportifs
- L'Aquapolis, centre aqua-récréatif à Limoges[40]
- Le vélodrome communautaire Raymond Poulidor à Bonnac-la-Côte[41]

### Transports
La communauté urbaine est chargée du développement de l'ensemble des transports en commun à travers le service STCLM. En mai 2019, le réseau est composé de cinq lignes de trolleybus, trente-et-une lignes de bus et quinze zones de transport à la demande.
Dans un futur proche, deux lignes BHNS pourraient voir le jour, structurant le réseau.
À cela s'ajoutent le service de vélo en location VLIM et sept parc relais.
Un projet de restructuration de la mobilité dans la communauté urbaine est en cours (réorganisation du réseau de transports en commun, augmentation de la part du cyclisme et de la marche...).

### Développement économique
- Création de la zone d'activités de la Grande Pièce, en bordure de l'autoroute A20 et en lien avec la voie de liaison nord[48]